# Девушка-белка
Девушка-белка (англ. Squirrel Girl), настоящее имя Дорин Грин (англ. Doreen Green) — супергероиня комиксов издательства Marvel Comics. Её первое появление состоялось в Marvel Super-Heroes vol. 2 #8, a.k.a. Marvel Super-Heroes Winter Special (январь 1992), в сюжете, нарисованном Стивом Дитко по сценарию и концепции Уилла Мюррея. Её умение общаться с белками оказалось на удивление эффективным и позволило ей победить главных суперзлодеев. Она вошла в состав Мстителей Великих озёр, но позже уехала в Нью-Йорк, где работала няней Дэниэллы Кейдж, дочери Люка Кейджа и Джессики Джонс. В своей сольной серии персонаж разрывается между изучением информатики в Государственном университете и борьбой с преступностью как в одиночку, так и в качестве члена команды Мстителей.
Создатель Девушки-белки Мюррей хотел написать беззаботную историю супергероя, отличную от тех драматических рассказов, которые были нормой в основных комиксах того времени.

## История публикации
Девушка-белка была создана писателем Уиллом Мюрреем и художником Стивом Дитко и дебютировала в истории The Coming of … Squirrel Girl выпуска #8 Marvel Super-Heroes vol. 2, также известной как Marvel Super-Heroes Winter Special (зима 1991). Она объединяется с Железным человеком, а после его захвата побеждает злодея Доктора Дума. В этом выпуске так же впервые появляется её белка-партнёр Монки Джо.
Мюррей сказал про персонажа:

На самом деле я создал Девушку-белку в форме сценария без участия художника. Первоначально её собирался нарисовать Том Морган, но когда он не смог, я попросил Дитко и получил его согласие. Дитко проделал большую работу, чтобы дать жизнь моему ребёнку. Он изобрёл этот шипованный кастет. Его не было в сценарии. Девушка-белка достаточно иронично основана на давней подруге, которая читала комиксы и была любительницей диких животных всех видов. Кстати, она была большой поклонницей Дитко. Я думаю, мне пришла в голову мысль, потому что по моей крыше бегали белки, а иногда залезали через открытое окно в спальню, так и пришло вдохновение.
Оригинальный текст (англ.)Actually I created Squirrel Girl in script form without any artist input. Tom Morgan was originally going to draw it, but when he dropped out, I requested Ditko and got him. Ditko did a great job in bringing my baby to life. He invented that knuckle spike. It wasn’t in the script. I based Squirrel Girl ironically enough on a long–ago girlfriend who read comics and was into "critters"—wild animals of all types. Coincidentally, she was big Ditko fan. I think I got the idea because I had a bunch of squirrels running around my roof and sometimes coming in through my open bedroom window and inspiration struck.

### Поздние выступления
Девушка-белка затем появилась в Marvel Year-In-Review '92, где у неё было появление в собственной сатирической книги Marvel 2099, в разделе, где «Девушка-белка: 2099» была указана в качестве одной из «2099 книг, которые мы уже исключили». Позже планировалось сделать её членом Новых воинов, но писатель Фабиан Никеза покинул Marvel до осуществления этого плана. В 1997 году Fleer-Skybox выпустили карты на тему супергероев Marvel, на одной из которых была зрелая версия Девушки-белки.
После этого она не появлялась в течение почти десятилетия. За это время она только один раз упоминалась в комиксах: в Deadpool #7 соседка-домработница Дэдпула Слепая Ал говорит, что случайно положила отбеливатель в пижаму в стиле Девушки-белки, принадлежащую Дэдпулу.
В 2005 году комический писатель Дэн Слотт написал четырехсерийную минисерию для команды супергероев «Мстители Великих озер». Созданная в 1989 году команда состояла из восторженных героев с причудливыми и почти бесполезными способностями. Они проявили себя лишь несколько раз за свою 16-летнюю историю, выступая в качестве комического облочения. В рамках серии команды были внесены изменения в реестр, и персонаж Девушка-белка была возрождена и включена в команду. Мини-серия сатирировала смерть комиксов, и было объявлено, что член команды погибнет в каждом выпуске. После того, как Девушка-белка подняла шум, чтобы Манки Джо был официальным членом команды, он был убит в третьем выпуске. Позже она и переименованная в Людей Икс Великих озёр появилась в GLX-Mas Special, одноразовой рождественской тематике.
В Гражданской войне в истории компании, Девушка-белка и остальная команда сражались с Дэдпулом в Cable & Deadpool #30. В 2007 году она и недавно переименованная в Инициативу Великих озёр команда снова появились вместе с Дэдпулом в Deadpool/GLI Summer Fun Spectacular.
Выпущенной в сентябре 2010 года из пяти частей сюжетной линии I Am An Avenger, Девушка-белка появляется в первом номере в истории Welcome Home Squirrel Girl. Предпосылка этой истории была просто Девушка-белка, возвращающаяся домой в Манхэттен.
Девушка-белка появляется в качестве вспомогательного персонажа спорадически в серии New Avengers 2010-2013 года, начиная с номера №7 (февраль 2011), по её окончательный выпуск #34 (январь 2013). Она не является членом команды, но работает как супермощная няня, заботящаяся о дочери Люка Кейджа и Джессики Джонс, в то же время посещая Нью-Йоркский университет.

### Непревзойденная Девушка-белка
6 октября 2014 года Marvel объявила, что Девушка-белка впервые сыграет главную роль в своей сольной серии The Unbeatable Squirrel Girl, написанной Райаном Нортом и нарисованной Эрикой Хендерсон. Первый выпуск серии был выпущен 7 января 2015 года.
The Unbeatable Squirrel Girl продержалась 8 выпусков, прежде чем была перезагружена в октябре 2015 года в рамках All-New, All-Different Marvel брендинга с Девушкой-белкой, входящей в состав Новых Мстителей. С тех пор The Unbeatable Squirrel Girl продолжил ежемесячную публикацию с той же творческой командой.
Популярность серии вскоре привела к побочным эффектам. Сильные торговые продажи на школьных книжных ярмарках побудили команду разработать оригинальный графический роман The Unbeatable Squirrel Girl Beats Up The Marvel Universe!, выпущенный в октябре 2016 года для нового учебного года. Хотя Хендерсон сказал The Hollywood Reporter что балансирует графический роман, а ежемесячная серия «была почти слишком большой работой».
В мае 2016 года Marvel Press объявила, что команда мужа и жены Шеннон и Дин Хейл пишут подростковый роман The Unbeatable Squirrel Girl: Squirrel Meets World, который вышел в феврале 2017 года.
С января 2017 года Девушка-белка появилась в Мстителях США, заменяющих Новых Мстителей.

## Биография
Дорин Аллен Грин (родители Дор и Морин Грин) родом из Лос-Анджелеса, Калифорния. Она впервые появляется как Девушка-белка в лесу, где поджидала Железного человека, надеясь произвести впечатление на героя-ветерана и стать его помощником. 14-летняя героиня предложила не только себя, но и своего питомца — белку Монки Джо, также она показала все свои беличьи способности. После того, как она спасла Железного человека от Доктора Дума с помощью армии белок, Железный человек заявил, что пока она слишком молода, чтобы бороться с преступностью, он замолвит за неё слово Мстителям, когда она станет постарше.

### Мстители Великих озер
Спустя несколько лет переехавшая в Нью-Йорк Дорин встречает Мстителей Великих озёр и присоединяется к этой команде супергероев. В дополнение к появлению в команде серии, Девушка-белка вводит каждый вопрос, который должен содержать заключение о содержании серии. Её белка-партнёр Монки Джо также становится членом команды, он позже убит замаскированным под Доктора Дума Кожаным мальчиком, которому отказали в членстве в команде. Взбешенная смертью своего питомца Девушка-белка собирает армию белок, чтобы помочь остановить злодея Водоворота. Во время этого боя она находит нового питомца, единственную выжившую белку, и называет её Типпи То. После получения повестки от Мстителей и обнаружив, что все они являются мутантами, команда решила переименовать себя в Людей Икс Великих озёр, сделав себе новые костюмы.
Во время GLX-Mas Special, Девушка-белка и Типпи То побеждают различных суперзлодеев, таких как МОДОК, Терракс и Танос. После победы над МОДОКом, Агент Щ.И.Т.а Дум Дум Дуган предлагает нанять её, объяснив, что организация некоторое время наблюдала за ней. Дорин отклоняет предложение, заявив, что она довольна людьми из Людей Икс Великих озёр.
После оказания помощи Существу в битве с Би-зверей Девушка-белка была приглашена на ежегодный Турнир супергероев по покеру турнир, на который привела свою команду. В конце концов победу одержал член команды Плоский человек, выиграв у Существа. После этого команде не рекомендовалось использовать имена Людей Икс и Защитников членами этих команд, присутствующих на турнире, а так как Плоский человек стал чемпионом турнира, команда была вдохновлена на то, чтобы переименовать себя в Чемпионов Великих озёр, несмотря на протеста бывшего члена Чемпионов из Лос-Анджелеса Геркулеса.
Во время Гражданской войны Девушка-белка и Чемпионы Великих озер, зарегистрированные в соответствии с Законом о регистрации сверхлюдей были показаны, когда Дэдпул по ошибке попытался задержать их за нарушение Закона, где был побежден и проинформирован о том, что они уже зарегистрировались. Согласно Закону о регистрации, Девушка-белка остается членом вновь переименованной Инициативы Великих озер.
Девушка-белка и ИВО вместе с Дэдпулом отправляются на миссию спасти Диониса после того, как он упал с горы Олимп и был захвачен А.И.М., который планировал использовать его способности, чтобы вызвать психическую нестабильность для всех супергероев, которые они считают угрозой. После своей победы Девушка-белка помогает Дионису вернуться на Олимп и на свою кровать, чтобы выспаться. (Позже выяснилось, что она является поклонницей команды супергероев «Новые Воины», особенно Робби Болдуином, героем Спидболом, в которого она влюблена, и в конце концов они разделяют поцелуй). Стремясь вернуться назад во времени, чтобы не допустить, чтобы Спидбол стал героем повинности героем, Девушка-белка убеждает Доктора Дум позволить ей использовать машину времени. Устройство вместо этого отправляет ёе в 2099 год, где она встречает альтернативную, будущую версию Спидбола, с которым она безуспешно пытается вернуться в её настоящее время. Она также сталкивается с будущей версией Мистера Бессмертного, который убеждает её убрать Дэдпула из команды, что она делает после возвращения в своё время.
Во время Секретного вторжения команда столкнулась со Скрулом, замаскированным под Кузнечика, и получила помощь от героев Гравитация и Подиум. Позже Гравитация становится лидером команды, после чего она был переведена в штат Висконсин Норманом Осборном.
После победы над Фин Фан Фумом и нахождения небольшой поддержки со стороны своих товарищей по команде, снова переименованной в Мстители Великих озёр, которая по её мнению, имеет большую часть своей работы, она выходит из команды.

### Новые Мстители
Когда Люк Кейдж и Джессика Джонс ищут няню для своей дочери, они нанимают Девушку-белку. Это было показано в том время, когда у Дорин была краткая связь с Росомахой (в то время члена Новых Мстителей), которая не закончились счастливо. В Spider-Island Джессика Джонс звонит Девушке-белке на счёт состояния её дочери, когда понимает, что Даниэль получила паучьи силы. Во время Fear Itself Девушка-белка бежит в особняк, чтобы забрать Даниэллу в то время, как Нью-Йорк был атакован Обществом Туле. Прибыв в особняк, ей удается защитить Даниэллу во время сражания с солдатами Общества Туле, ей помогает Сорвиголова, и она прячется в подвале.
Она позже помогает Новым Мстителям в бою с Отступниками,, организацией М.О.Л.О.Т. и Тёмными Мстителями. Когда Люк Кейдж и Джессика Джонс покинули команду, Девушка-белка последовала за ними, так как она всё ещё была няней Даниэллы.
Дорин всесте с Типпи То вернулась в команду после Тайных войн.

### Непревзойденная Девушка-Белка
Дорин начинает свою карьеру в колледже Эмпайр-стейт, специализируясь в области компьютерных наук. По прибытии она заканчивает борьбу с Крэйвеном-охотником, который набрасываеся на местных белок, включая Типпи Тоя, которого он поймал и собирается убить. Ей удается остановить его, когда она сообщает ему о существовании морских монстров, таких как Гиганто, и бросает вызов ему на поиски. Позже она обнаруживает, что Галактус направляется на Землю, чтобы поглотить Землю и она с Типпи-Той отправляются на Луну, чтобы остановить его, используя броню Железного Человека (которую она крадет). Когда они отправляются на Луну, они в конечном итоге сталкиваются с Хлыстом, который ошибочно принял Белку за Железного Человека и победила его. Она и Типпи То неожиданно дружат с Галактусом, а потом рассказывают ему о планете, которая могла бы поддерживать его даже лучше, чем Земля. Эта планета лишена разумной жизни, но богата орехами. Затем он отправляет двоих домой, и он покидает Землю, чтобы прожить еще день. Когда она возвращается домой, ее соседка по комнате Нэнси Уайтхед говорит ей, что она выяснила, что она супергерой, но обещает никому не говорить, а они становятся хорошими друзьями. Позже Девушка-белка и другие супергерои победили "Мистерио, который нападал на остров Либерти с армией роботов-динозавров. Вскоре после этого, пытаясь остановить злодея Гиппо от ограбления банка, она встречает Бурундука и Кои Бой, оба из которых имеют возможность говорить с разными животными. Нэнси раскрывает свои секретные личности (Томас Лара-Перес и Кен Шига, соответственно), так как она легко узнавала их под масками. Позже они столкнулись с чудовищным Асгардским богом, Рататоскром, который из-за мучителя причинил хаос городу, рассказывая своим гражданам во время сна, но побежден с помощью Локи и нынешнего и бывшего Тора.
Во время второго учебного года Дорин и Нэнси сталкиваются с потерей мозгов и быстро побеждают его из-за его чрезвычайно устаревшей технологии и критических недостатков дизайна. Поняв, что у него не было выбора о его злых действиях из-за его программирования, Дорин и Нэнси обновили свои технологии до современных стандартов. Когда он пробуждается, Утечка мозгов показывает, что он намеревался провести реформу и в конечном итоге зачислен в Колледж, чтобы пройти курсы компьютерной науки. Позже она и ее одноклассники будут отправлены вовремя в 1960-е годы сокурсником Коди (который отослал их с настоящего времени, чтобы выровнять его класс). Нэнси, единственный человек, который помнит существовании Дорин, возвращается, чтобы спасти её вместе с прошлой версией Доктора Дума, который затем узнает, что он успешно захватит мир благодаря копии Википедии по телефону Нэнси. В настоящее время Коди просыпается до дистопии «Доктор Дума» и возвращается в 1960-е годы с более старым будущим Дорингом, чтобы помочь бороться с Думом. Дорин побеждает Дума, многократно используя машину времени Коди, чтобы отправить себя за день до боя, создав небольшую армию Девушек-белок, как рой Дума и заставили его отказаться. Дорин и ученики отправляются обратно в настоящее, а будущая Дорин остается позади и продолжает ломать планы Дума. Одному из Думботов удается выжить и становится одержимым нормальной жизнью человека. Позже он заканчивает наем, а затем сталкивается с Гвенпул, пытаясь удалить группу инопланетян, которые охотятся за ней с планеты. После того, как он изменил свои планы, решив, что сама Гвен представляет собой большую угрозу, он пытается объединиться с инопланетянами и уничтожить её. Это наносит урон, и она заставляет его сражаться с инопланетянами, угрожая его добрым пожилым соседям. Он капитулирует и к своему ужасу получает кредит за уничтожение инопланетян и становится вниманием СМИ, поскольку все задаются вопросом, какую героику он будет делать дальше, разрушая его идеалистическую нормальную жизнь.
Позже, она ревнует и становится подавленой тем, что Бурундук Хунк начинает встречаться с кем-то. Нэнси, Типпи То и Кои Бой Нэнси, Tippy Toe и Koi Boi помогают установить ее профиль онлайн-знакомств, что приводит к множеству неудачных дат, одна из которых заканчивается встречей с Mole Man, которая возмущена тем, как ранние предложения Доринра к Крауну повлияли на его дом. Дорин извиняется перед ним, а заводят беседуют о его ситуации, заставляя Человека-крота предлагает Дорин место и ряд последующих схем, чтобы заставить Дорин пойти с ним на свидание. Он угрожает похоронить целый ряд всемирных достопримечательностей, если она не встречает его, и после того, как Нэнси почти похитил его и обрушился на средства массовой информации, она идет, чтобы противостоять Человеку-кроту только, чтобы узнать, что Трицефал влюблен в него. Дорин позволяет зверю победить ее, чтобы поучаствовать в Mole Man и вернуть его с собой навсегда, и решает, что свидание не подходит для нее в тот момент, когда увидела, что подруга Chipmunk Hunk подходит для него.
Девушка-белка также имела альтернативную версию себя из-за того, что путешествие во времени на протяжении десятилетий мешало планам доктора Дума. В результате она выпустила Думбота ИИ, который в конечном итоге стал проклятьем Гвенпул, Винсент Дунан.

### Мстители США
Девушка-белка позже становится членом Мстителей США. Их первая миссия происходит на плавучей базе вулканических островов Тайной империи. Красный Халк высадился в падающую вулканическую островную базу Тайной империи, достаточно жестко, чтобы её уничтожить. Позднее к ним подошла будущая версия Даниэль Кейдж в роли Капитана Америки, которая рассказывает им, что её заклятый враг, Золотой Череп, подошел к своему сроку, чтобы украсть всё богатство в мире. В Майами команда отменила благотворительный вечер только для того, чтобы обнаружить, что состоятельные руководители были похищены и заменены роботами. Во время битвы команде удается победить и захватить Золотого Черепа, который был одет в золотой бронированный костюм. Затем Даниэль возвращается к своей миссии с Золотым Черепом в качестве её заключенного.
Во время «Открытия Сальва» во время «Тайной империи» Девушка-белка появилась в подземном логове, заселенном Человеком-гориллой и его армией Мужчин-горилл. Когда Человек-горилла попытался удалить голову Красного Халка, Девушка-белка спасла его, развязав некоторых летающих белок в армии Гориллы, в то время как она побеждала Человека-гориллу. Во время мероприятия команда собирается и отправляется в Вашингтон, чтобы противостоять Гидре, пока Красный Халк не начинает нападать на них из-за получения инъекции нанитов, которые используются для контроля его тела. Когда Девушка-белка и «Энигма» попадают в Париж и нападают на агентов «Гидры», их спасают чемпионы Европы, состоящие из Ареса, Капитана Британии, Экскалибура, Гильотины, Внезаконика и Сапсана. Девушка-белка и Энигма затем помогают Чемпионам Европы в набеге на базу Гидры. После кражи некоторых кораблей Девушке-белке, Энигме и Чемпионам Европы удается победить солдат Гидры в Париже, уничтожив вертолет и выпустив других захваченных героев. Затем они планируют вернуться в США после того, как Энигма вступает в контакт с Тони Хо. После события были показаны Девушка-белка и Энигма на разбивке по проекту П.Е.Г.А.С. где Энигма выражает озабоченность по поводу решения Тони покинуть броню Железного патриота. Позднее они заканчивают борьбу с Разбойником и Синей полосой, которые пытались ограбить объект.
Во время путешествия по космосу, Смэшер и Мстители США атакуют космических пиратов, известных как варпайкеры. После короткой битвы пираты говорят им, что Гленбрук на самом деле планета по имени Крал Икс и что её правитель Ричи Редвуд безжалостен.

## Силы, способности и оборудование
Когда Девушка-белка столкнулась с Железным человеком, она подробно продемонстрировала свои силы и способности: пушистый цепкий хвост примерно 3-4 фута в длину; зубы, которые достаточно сильны, чтобы перегрызть дерево; сверхчеловеческие силу и ловкость, позволяющие ей с легкостью прыгать между деревьями. На её пальцах имеются острые когти, помогающие ей взбираться на деревья, так же она обладает выдвижными «шипованными кастетами» примерно 2-3 дюйма в длину, которые находятся на обеих руках. Самое главное, она способна общаться с белками, это вызвано не телепатией, а способностью понимать их язык и говорить на нём. Белки также понимают её, когда она говорит по-английски.
Позже были показаны и другие способности, в том числе повышенные рефлексы (который она назвала беличьей ловкостью), зрение (её глаза светятся красным цветом в условиях низкой освещённости) и усиленное обоняние. Девушка-белка рассказала, что её губы на вкус как фундук, хотя это было изменено на Unbeatable Squirrel Girl писателем Райаном Нортом. Она также является превосходным рукопашным бойцом и способна одолеть Росомаху, когда тот не использует когти.
Девушка-белка носит специальный пояс, состоящий из нескольких мешков с орехами, которыми она кормит своих компаньонов-белок. Первоначально было неизвестно, являются ли чёрные подпалины вокруг глаз результатом её мутации или это косметика, нанесённая для увеличения сходства с белкой (хотя они не размазывались, когда девушка плакала). В New Avengers Annual #1 она появляется в обычной одежде и без этих отметин.
Девушка-белка также показана с полным набором «Iron Man Vs.», который она использует, чтобы показать Дум Дум Дугану, как она его знает (она упоминает, что у Дугана есть «защитный стат 8», а у неё 6, хотя система рейтинга остается неясной). После того, как МОДОК указал её, она консультируется с собственной картой суперзлодея, чтобы подтвердить свои способности. Печать на двух представленных картах (Дугана и МОДОКа) на самом деле тарабарщина. В сольной серии The Unbeatable Squirrel Girl у неё есть набор Дэдпуловских путеводителей для карт суперзлодеев, которые помогают ей идентифицировать злодеев и их возможные недостатки.
В GLX-Mas Special она показана на летающем маленьком автожире под названием «Squirrel-A-Gig» и упоминает, что это был подарок Большой Берты от команды от МВО. Он снова появляется в Deadpool/GLI Summer Fun Spectacular, используемый как способ проникновения в замок Доктора Дума. Первая версия была стандартным автожиром, в то время как позже он был показан как более стилизованный вертолет супергероя (в том числе куртка в стиле белки). Девушка-белка показана способной умело летать на нём, в том числе через противовоздушную оборону, окружающую Замок Дума, зачисляя это своей «Беличьей маневренностью».
В The Unbeatable Squirrel Girl она временно получает комплект брони, основанной на костюме Железного человека, которая изменяет форму, чтобы полностью покрывать тело Девушки-белки, включая хвост. В той же серии также отменяется её статус мутанта, так как оказывается, что её способности являются результатом неопределенного «нечто», касающегося её РНК или ДНК, и что она «медицински и юридически» обособлена от мутантов.

## Белки
Девушку-белку всегда сопровождают одна или несколько белок. Двое из них, Монки Джо, а позже — его преемница Типпи-То, были её постоянными спутниками. По ее настоянию, они были приняты в качестве полноправных членов Мстителей Великих озёр.
Помимо Монки Джо и Типпи-То, Девушка-белка называла несколько других белок в Great Lakes Avengers #4. Слиппи Пит, Мистер Фреки и Натсо считаются мертвыми, их засосало в сингулярность созданную Водоворотом.

### Монки Джо
Монки Джо появился вместе с самой Девушкой-белкой в Marvel Super-Heroes Special vol. 2 #8, он появлялся во всех четырёх выпусках мини-серии Great Lakes Avengers.
В торговой книжке мини-сериала «Великие озера Мстители» содержится посвящение памяти Манки Джо»: «Манки Джо 1992-2005, он любил орехи, его будет не хватать».
В первом появлении Девушки-белки Манки Джо помогал ей победить Доктора Дума. Вскоре после того, как «Белка» присоединилась к «Мстителям Великих озёр», Манки Джо встретил свою кончину от рук «Кожаного мальчика», экс члена МВО, который был отклонен командой из-за его отсутствия способностей и который отравил белку, одетую в вариацию костюма Доктора Дума. Смерть Манки Джо была частью обещания серии, что член группы МВО умрёт в каждом номере мини-серии, в пародии на смерть в комиксах.
Манки Джо был умнее средней белки, даже доказав, что он использует компьютеры. Он служил в качестве сардонического комментатора в мини-серии Мстителей Великих озёр, появляясь рядом с названиями сюжета с яркими, часто саркастическими надписями о событиях. После его смерти кружок повествователя показал покойного Манки Джо, в которой были мухи, кружащие над трупом. Появляясь в кругу рассказчика он обладал ореолом.
Когда Человек-дверь посетил загробную жизнь, он встретился с Манки Джо, который играл в карты с остальными погибшими членами МВО.

### Типпи-То
После смерти Монки Джо Девушка-белка нашла себе нового партнёра, белку-самку, которую она назвала Типпи-То и повязала ей розовый бантик. Хотя Типпи-То и была менее разумна, чем Монки Джо, она всё же доказала свою ценность в короткие сроки.
Была членом беличьей армии, вызванной Девушкой-белкой для того, чтобы присоединиться к борьбе с Водоворотом и бригадой Батрока. Типпи-То оказалась единственной белкой Дорин, которой удалось спасти из космического аппарата Водоворота. Девушка-белка также кратко назвала её именем Монки Джо 2.
Типпи-То помогла Девушке-белке одержать победу над МОДОКом и Таносом (она поцарапала МОДОКу лицо, затем проникла его экзо-кресло и отключила его). Когда Девушка-белка сражалась с Терраксом, оставленная ею Типпи-То стала мишенью для Детчёржда, который стремился отомстить за то, что оказались на Земле. Однако, Типпи-То удалось обмануть злодея и победить его с помощью Мистера Бессмертного. Во время Гражданской войны Типпи То присоединилась вместе с Чемпионами Великих озёр к группе Железного человека.
Типпи-То способна понять своих товарищей по команде. Она была также замечена в использовании инструментов, такими как отвёртка и блэндер, которые обычно белки не могут нормально использовать.

## Победы
После победы на Доктором Думом Девушка-белка неоднократно одерживала победу над различными злодеями, некоторые из которых считались сильнее её. Как правило, эти победы происходили вне выпусков, хотя некоторые были показаны такие как сражения как с Дэдпулом, МОДОКом и Росомахой. Её победы часто совершались с помощью самоуверенности противника, слабости от более ранней борьбы или творческого использования её способностей. Например, во время прогулки с друзьями-белками в Центральном парке Девушка-белка наткнулась на Существо, сражающегося с Би-зверем. Она сказала белкам найти вонючий мусор и положить его вокруг соперников, в результате чего всем пришлось зажать нос. Поскольку у Би-зверя было две головы и два носа, то ему пришлось использовать обе руки, что сделало его беззащитным и позволило Существу нокаутировать его.
Девушка-белка неоднозначно побеждает Таноса. Наблюдатель Уату присутствовал на битве и утверждал, что Девушка-белка победила подлинного Таноса, а не клона или копию. С тех пор Танос утверждал, что он усовершенствовал средство создания клонов самого себя, которое могло обмануть даже «самых космических существ». Добавление к двусмысленности заключается в том, что раскрытие происходит от разума клона, память которого была изменена.
Девушка-белка также спасла мир от Галактуса, но она технически не побеждает его (хотя она пытается навредить ему, когда они впервые встречаются). Вместо этого она дружит с Галактусом и убеждает его не уничтожать Землю.

## Другие версии

### Marvel Zombies
Зомбированная Девушка-белка со своим автожиром Squirrel-A-Gig появилась в Marvel Zombies: Evil Evolution. Отрубленная голова Мистера Фантастика комментирует: «Это зомбированная Девушка-белка? Теперь это страшно!»

### Avengers vs. X-Men
Девушка-белка появляется в качестве бонусной истории к выпуску Avengers vs. X-Mеn: Versus #6. Здесь она с Пикси играет в игру, напоминающую соревнование, фигурами, основанными на различных супергероях. Вошедший Существо остановил игру, сказав, что это фигуры, сделаны Кукловодом из «глины, контролирующей сознание». На следующий день Девушка-белка и Пикси читают в ежедневной газете The Daily Bugle о столкновении между Мстителями и Людьми Икс, которое оказалось зеркальным отображением результатов их игры; подразумевается, что юные героини и были причиной вражды.

### Marvel Universe Vs. The Avengers
Девушка-белка и Джессика Джонс были убиты Люком Кейджем после того, как он заражается Вирусом 118, который вызывает людоедство.

## Вне комиксов

### Телевидение
- Девушка-белка эпизодически появилась в мультсериале Фантастическая четвёрка: Величайшие герои мира в серии «Исцеление», где её озвучила Ребекка Шойхет. Когда Бенн Гримм (Существо) стал обычным человеком, команда проводила кастинг для его замены, и Девушка-белка была среди желающих попасть к супергероям (другими желающими были Плоский человек, Человек-лягушка, Техасский смерч, Капитан Ультра и победившая Женщина-Халк). Девушка-белка прыгнула в центр площадки с криком «Та-Да!», а сопровождавшие её белки стали копошиться на столе, за которым сидела Фантастическая четвёрка. Её кандидатура была немедленно отклонена.[55]
- Девушка-белка, озвученная Мисти Ли,[56] появляется в третьем сезоне мультсериала Совершенный Человек-паук. В серии «Агент Веном», она показана как одна из молодых супергероев, за которыми наблюдает Щ. И.Т. В начале серии «Следующий Железный-паук» она сражалась с Джаггернаутом и победила его беличьей армией, в которую входили в том числе Типпи-То, Манки Джо и Мистер Либесман. Начиная с серии «Академия Щ. И.Т.» она являлась студентом Академии на Трискелионе. В финале мультсериала Девушка-белка окончила Академию Щ. И.Т. вместе со своими друзьями.
- Marvel Television и ABC Studios разрабатывают комедийный получасовой сериал с десятью сериями в одном сезоне «Новые Воины» для телеканала Freeform, основанный на персонажах одноименного комикса «Новые Воины», о команде юных супергероев, членом которой является Девушка-белка.[57] Сериал получил прямолинейный заказ от Freeform и дебютирует в 2018 году.[58] 10 июля 2017 года было объявлено, что Милана Вайнтруб была выбрана на роль Девушки-белки.[59]

### Видеоигры
- Девушка-белка является играбельным персонаже в играх Marvel Rivals, Marvel Super Hero Squad: Comic Combat,[60] Marvel Super Hero Squad Online,[61] Marvel Heroes,[62][63] и Lego Marvel Super Heroes[64].
- Девушка-белка появляется в игре Marvel: Avengers Alliance[65].
- Девушка-белка, озвученная Мисти Ли,[56] появляется как играбельный персонаж в Lego Marvel’s Avengers[66].
- Девушка-белка появляется как играбельный персонаж в игре для мобильных платформ Android и iOS Marvel Future Fight, она предстаёт там в современной версии и в версии Marvel NOW![67].
- Девушка-белка появляется в Marvel’s Women of Power  DLC для Pinball FX 2[68].
- Девушка-белка появляется в качестве выбираемого персонажа в Marvel Puzzle Quest[69].

## Прием
Писатель Брайан Майкл Бендис упомянул о популярности, которую девушка-белка имеет среди писателей как фактор единогласного решения использовать её в роли няни в «New Avengers». После объявления персонажа на панели Comic-con 2010 года Бенди описал реакцию аудитории: «[это] было так громко, аплодисменты продолжались так долго … место какое-то время гасло». Он описал аплодисменты, сравнимые с тем, что получил Стэн Ли, когда он вошел в комнату.
Сосоздатель Уилл Мюррей выразил заинтересованность в возвращении к персонажу: "Я думал о качке Marvel the Squirrel Girl project. Она побеждала большинство главных злодеев Marvel. Пришло время, когда она встретила свой матч в The Ultimate Pistachio. Предыдущий главный редактор Marvel Джо Кесада пошутил: «Я всегда хотел сделать мини-серию Squirrel Girl или событие Девушка-белка уничтожает ваши орехи! … Я еще не смог его продать, но я продолжаю пытаться».
UGO Networks перечислила «Белку» как одну из своих «Женщин, которыми мы сбиты с толку» и поставил Девушку-белку в качестве одного из более сомнительных супергероев листа Д, которых они все равно любили в любом случае. Бен Перли из GameZone заявил, что Девушка-белка была одним из персонажей, которых он хотел бы увидеть в Marvel vs. Capcom 3: Fate of Two Worlds в качестве загружаемого контента.
IGN положительно отреагировала на её появление в более распространенном комиксе New Avengers, утверждая: «Проблема имеет большое значение для того, чтобы рисовать её как более сложную человеческую сущность с настоящими желаниями. Бендис не совсем нашел поистине уникальный голос для неё, но, несмотря на это приятно видеть, что она предлагает нечто большее, чем комическое облегчение».